# Родниковый (Дагестан)
Роднико́вый — село в Кайтагском районе Республики Дагестан. Входит в состав Маджалисского сельсовета.

## География
Село находится на правом берегу реки Уллучай, на расстоянии 7 км к северо-востоку от села Маджалис, административного центра района.
Ближайшие населённые пункты — Маджалис, Геджух, Карадаглы, Татляр, Карацан, Джибахни, Хадаги.

## Население
| 1970 | 1989 | 2002 | 2010 | 2021 |
| ---- | ---- | ---- | ---- | ---- |
| 460  | ↗587 | ↗719 | ↗757 | ↗764 |

### Национальный состав
По данным Всероссийской переписи населения 2010 года:
| № | Национальность | Численность, чел. | Доля    |
| - | -------------- | ----------------- | ------- |
| 1 | даргинцы       | 737               | 97,36 % |
| 2 | другие         | 20                | 2,64 %  |